# Fuga dei Conti

L'itinerario del viaggio fatto dai conti in Europa

La Fuga dei Conti (Flight of the Earls in inglese, da cui deriva spesso la traduzione letterale Volo dei Conti) è un episodio storico avvenuto a Rathmullan, villaggio irlandese del Donegal, il 4 settembre 1607, quando Hugh O'Neill, II secondo conte di Tyrone e Rory O'Donnell, I conte di Tyrconnell salparono insieme a novanta dei loro seguaci abbandonando l'Irlanda per raggiungere la Spagna.

## Il mistero della fuga
Questo episodio rimane uno dei più enigmatici della storia irlandese. Lo stesso termine di fuga è stato nel tempo contestato, ma il fatto che i nobili irlandesi abbiano lasciato l'Irlanda in tutta fretta e che il Conte di Tyrone abbia dovuto abbandonare il suo figlio minore Con, e a sua volta Rory O'Donnell abbia abbandonato addirittura sua moglie è alquanto significativo sulla natura della partenza.
Un'ulteriore fonte di mistero sono le reali motivazioni che spinsero i nobili irlandesi a partire per l'Europa. Il loro scopo era forse quello di chiedere aiuto militare alle potenze continentali di fede cattolica contro il comune nemico protestante al fine di riprendere le ostilità dopo la sconfitta nella Guerra dei Nove Anni (1594-1603).
Alla fine del conflitto le forze militari inglesi, comandate dal Lord Deputy of Ireland Sir Arthur Chichester, nonostante la politica conciliatoria da parte della corona nei confronti dei ribelli, mantennero una forte ostilità nei loro confronti. A ciò si aggiunga il desiderio di vendetta personale nutrito da parte del Lord Deputy che aveva perso suo fratello durante il conflitto.
Il risentimento e la diffidenza era reciproco, in quanto i nobili dell'Ulster dovettero subire le minacce di confisca delle loro terre da parte della corona inglese. Essi vennero coinvolti in ogni tipo di macchinazione contro i nemici protestanti dell'amministrazione inglese di Dublino. Temendo di essere stati compromessi dalle informazioni di un delatore (sembra si trattasse di Lord Howt) riguardo al loro coinvolgimento in trattative anti inglesi, i nobili Gaelici preferirono la fuga, che venne preparata anche con la collaborazione di amicizie influenti nel continente.

## L'arrivo in Europa

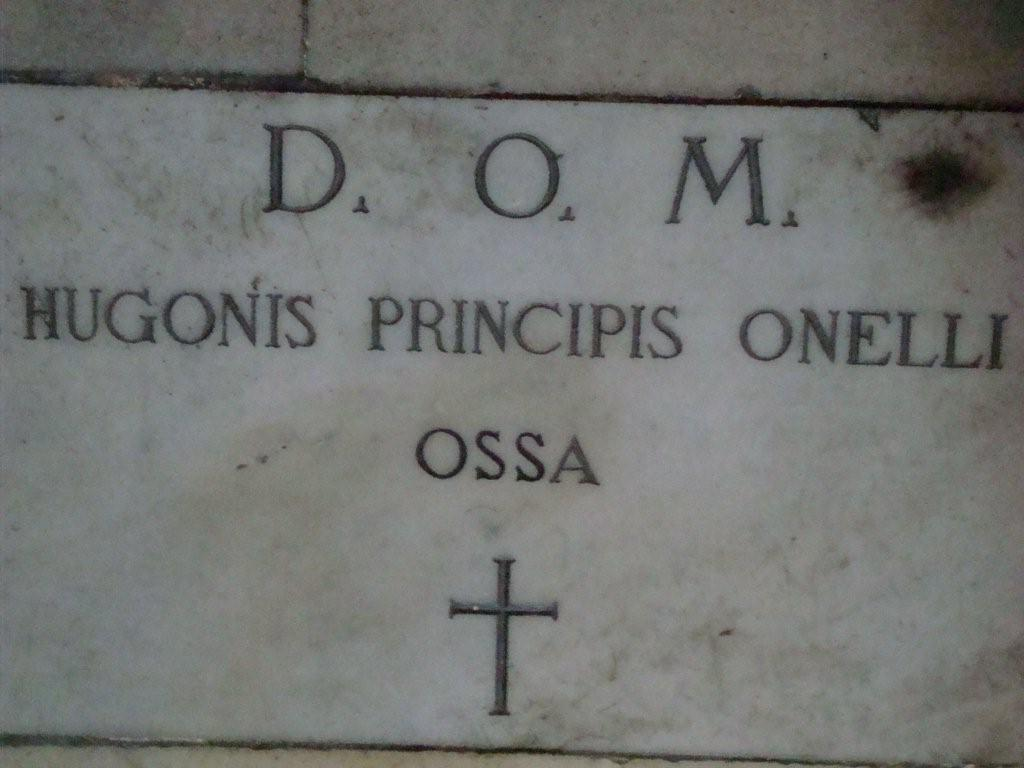
Tomba di Hugh O'Neill, uno dei due conti seppelliti a San Pietro in Montorio

A causa di una tempesta furono costretti a deviare la loro rotta e giunsero in Francia e da lì via terra arrivarono fino in Italia.
Gli aristocratici irlandesi fuggivano dopo aver partecipato alla Guerra dei nove anni combattuta contro il prorompente dilagare inglese sull'isola.
Ma la loro presenza sul continente scatenò una vera e propria guerra diplomatica che coinvolse Inghilterra, Spagna e Francia. Quest'ultima rifiutò la richiesta di estradizione da parte degli spagnoli, che avevano aiutato militarmente i nobili irlandesi durante la Guerra dei Nove Anni, e che ora intendevano arrestarli allo scopo di non recare offesa agli inglesi alla vigilia del trattato di pace del 1604. Alla fine, la trattativa diplomatica tra le due potenze giunse ad un compromesso secondo il quale gli esuli irlandesi avrebbero dovuto recarsi a Roma in esilio volontario dove trascorsero il resto della loro vita. Gli esuli giunsero a Roma nell'aprile del 1608 dove vennero accolti e ospitati da papa Paolo V. O'Donnell morì in quello stesso anno mentre O'Neill morì a Roma il 20 luglio 1616, mentre progettava il suo ritorno in Irlanda, e venne sepolto nella chiesa di San Pietro in Montorio dove una lapide ne testimonia la presenza.
L'episodio è importante perché segna la fine dell'antica aristocrazia irlandese di origine gaelica ed aprì la strada al fenomeno delle confische territoriali da parte degli inglesi.

## Memoria dell'evento

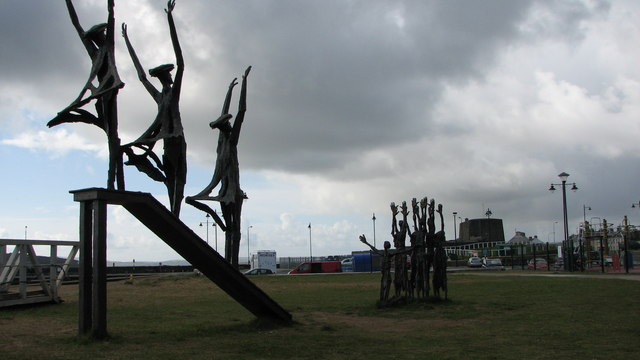
Monumento a Rathmullan dell'episodio

Esiste un'esposizione permanente dedicata a questo episodio a Draperstown nell'Irlanda del Nord e al "Flight of the Earls Centre" nella torre Martello di Rathmullan. Più recente invece è il monumento posto sulla spiaggia di Rathmullan che raffigura proprio l'episodio storico.
Le lapidi dei principi invece sono conservate a Roma, luogo della loro morte, all'interno della Chiesa di San Pietro in Montorio.
L'avventurosa e triste storia della Fuga dei Conti ha ispirato diverse opere letterarie, come il poema Lament on the State of Ireland ad essi dedicato dal poeta e storico Geoffrey Keating nel XVII secolo o l'opera del poeta e politico irlandese del XIX secolo Timothy Daniel Sullivan dal titolo O'Neill in Rome che narra la morte del conte nel suo esilio volontario.